# 1698 Кристоф
1698 Кристоф (енгл. 1698 Christophe) је астероид главног астероидног појаса. Приближан пречник астероида је 24,98 ,
а средња удаљеност астероида од Сунца износи 3,180 астрономских јединица (АЈ).
Инклинација (нагиб) орбите у односу на раван еклиптике је 1,503 степени, а орбитални период износи 2072,201 дана (5,673 година). Ексцентрицитет орбите астероида износи 0,100.
Апсолутна магнитуда астероида износи 11,20 а геометријски албедо 0,093.
Астероид је откривен 10. фебруара 1934. године.